# کارالی
کارالی (به بلغاری: Karali) یک منطقهٔ مسکونی در بلغارستان است که در شهرستان گابروو واقع شده‌است.